# Justicia otophora
Justicia otophora är en akantusväxtart som beskrevs av C. B. Cl.. Justicia otophora ingår i släktet Justicia och familjen akantusväxter. Inga underarter finns listade i Catalogue of Life.